# Sleaford
Sleaford è un paese di 14 494 abitanti della contea del Lincolnshire, in Inghilterra.